# Eternal (album, Stratovarius)
Eternal je patnácté studiové album hudební skupiny Stratovarius, které vyšlo 11. září 2015 přes hudební vydavatelství earMUSIC. Jde o čtvrté studiové album kapely vydané touto společností. Většina textů je dílem kytaristy Matiase Kupiainena. Jako úvodní představení tohoto alba a zveřejnění, že už je připravené, byl koncert na německém festivalu Wacken Open Air.
Před vydáním byl zveřejněn první videoklip s textem na YouTube k písni „Shine in the Dark“. V den vydání byl zveřejněn na YouTube druhý videoklip k písni "My Eternal Dream".

## Seznam skladeb
1. "My Eternal Dream"
2. "Shine in the Dark"
3. "Rise Above It"
4. "Lost Without a Trace"
5. "Feeding the Fire"
6. "In My Line of Work"
7. "Man in the Mirror"
8. "Few Are Those"
9. "Fire in Your Eyes"
10. "Lost Saga"

## Sestava
- Timo Kotipelto – zpěv
- Matias Kupiainen – elektrická kytara
- Jens Johansson – keyboard
- Rolf Pilve – bicí
- Lauri Porra – basová kytara